# Plectorhinchus lineatus
Plectorhinchus lineatus (лат.) — вид морских тропических лучепёрых рыб из семейства помадазиевых отряда окунеобразных, обитающий в коралловых рифах, где он встречается на глубине от 1 до 35 м. Особи этого вида могут достигать длины до 72 см.
Plectorhinchus lineatus обитает западной части Тихого океана от островов Рюкю и Огасавара до Большого барьерного рифа и Новой Каледонии.
Вид не имеет важного значения для коммерческого рыболовства. Используется как аквариумная рыба.